# FS 670
Die Dampflokomotiven der Gattung FS 670 der Ferrovie dello Stato Italiane (FS) waren Halbtenderlokomotiven nach dem Cab-Forward-Design, die für den Schnellzugsdienst verwendet wurden. Es wurden zwei Prototypen und 41 Lokomotiven in mehreren Serien gebaut. Ab 1919 wurden sie zu Heißdampflokomotiven umgebaut, bevor sie gegen Ende der 1930er-Jahre ausrangiert wurden. Eine Lokomotive wurde 1936 zur Stromlinienlokomotive der Gattung 672 umgebaut, die mit einem Franco-Crosti-Vorwärmer ausgerüstet war. Die Lokomotiven trugen beim Personal den Spitznamen Mucca (‚Kuh‘).

## Geschichte

### Vorserienlokomotiven
Die Dampflokomotive der Gattung 500 waren eine futuristische Entwicklung der Rete Adriatica, die einige Probleme der damals bekannten Dampflokomotiven beseitigen sollte. Einerseits sollte die Leistung der Lokomotive erhöht werden, anderseits sollte dem Fahrpersonal ein Arbeitsplatz gegeben werden, der vom Rauch der Lokomotive geschützt war. Der Rauch der Dampflokomotiven war vor allem in langen Tunneln ein Problem und konnte zum Erstickungstod des Fahrpersonals führen. Es wurde deshalb der Kessel mit dem Schornstein nach hinten auf das Fahrwerk gesetzt und das Führerhaus vorne an der Lokomotive angeordnet, sodass das Fahrpersonal eine bessere Sicht auf die Strecke hatte.
Die Werkstatt der Rete Adriatica in Florenz Porta al Prato erhielt 1899 den Auftrag eine Vorserienlokomotive zu bauen. Sie wurde im März 1900 mit der Nr. 3701 ausgeliefert und ohne Inbetriebnahme sofort an die Weltausstellung Paris 1900 geliefert, wo sie in der Lokomotivausstellung zu sehen war.
Nach dem Ende der Ausstellung wurde die Lokomotive an die Chemins de fer de l’Ouest ausgeliehen, die mit ihr zwischen dem 18. Dezember 1900 und dem 31. Januar 1901 Versuchsfahrten mit sehr positiven Ergebnis auf den Strecken Paris Montparnasse–Le Mans, Paris–Évreux und Paris–Mantes durchführte. Im Besonderen wurde die Laufruhe erwähnt, die im Vergleich zu den französischen Vierzylinder-Verbundlokomotiven nach der Bauart de Glehn überlegen war.
Im Februar 1901 kehrte die Lokomotive zusammen mit einem von der Ouest ausgeliehenen Messwagen nach Italien zurück, wo zwischen März und Juni weitere Versuchsfahrten auf der Strecke Florenz–Chiusi absolviert wurden. Zuvor wurden einige Umbauarbeiten vorgenommen. So wurde die Saugzug-Anlage, die Dampfkanäle und die innere Steuerung verbessert.

### Serienlokomotiven
Die ersten zwölf Lokomotiven der Serienfertigung wurden bei Borsig in Deutschland bestellt. Sie hatten gegenüber dem Prototyp keine Seitentüren am Führerhaus, sondern eine Türe mittig in der Stirnfront, die über eine Plattform erreicht werden konnte. Das Führerhaus verlor dadurch den charakteristischen Spitz, der bei der Vorserienlokomotive zu sehen war.
Die ersten sechs Lokomotiven der Serienlieferung erhielten versuchsweise Kessel mit Serve-Siederohre, die für einen besseren Wärmeübergang an der Innenseite Stege besaßen. Obschon die Leistung der Lokomotive durch diese Kessel von 870 PS auf 980 PS erhöht werden konnte, wurden sie später durch solche mit normale Siederohre ersetzt, da die einmal aufgestemmten Serve-Rohre nur noch schwer aus den Rohrwänden der Kessel entfernt werden konnten.
Nach der ersten Serie von Borsig folgten weitere Serien, die von Breda in Mailand gebaut wurden, wobei die letzte Serie bereits am Werk die FS-Nummern erhielt. Diese Serien hatten gegenüber den Lokomotiven wieder Seitentüren am Führerhaus, sodass die Fronttüre wieder entfallen konnte. Durch die weggefallene Plattform konnte das Führerhaus nach vorne verlängert werden, sodass mehr Platz für das Fahrpersonal entstand.

## Betrieb
Die meisten Lokomotiven waren den Depots Verona und Bologna zugeteilt und führten Eil- und Schnellzüge auf den Strecken Mailand–Venedig und Mailand–Bologna.
Die Lokomotiven konnten im Betrieb aufgrund mehreren gravierender Mängel nicht überzeugen. Dazu gehörte, dass das Personal während der Fahrt nicht das Triebwerk und die Strecke gleichzeitig beobachten konnte, aber auch die komplizierte Beschickung des Kessels mit Kohle. Die Überwachung des Triebwerks während der Fahrt war besonders schwierig, weil der Geruch und das Geräusch von sich anbahnenden Schäden vom Führerhaus weggetragen wurden.
Die Lokomotiven der Gattung 670 wurden gegen Ende der 1930er-Jahre ausrangiert, kurz danach auch die der Gattung 671.

## Umbauten

### FS 671
Ab 1919 wurden die Lokomotiven der Gattung 670 zu Heißdampflokomotiven umgebaut und der Gattung 671 zugeordnet. Der neue Kessel erhielt einen Schmidt-Überhitzer, mit dem die Leistung der Lokomotive von 870 PS auf 1000 PS gesteigert werden konnte.
Bei diesem Umbau wurden die ursprünglichen Zylinder belassen, aber mit Del Papa-Druckausgleichsventilen versehen.
Die Weiterentwicklung der Gattung 671 wurde deshalb Anfang der 1930er-Jahre eingestellt.

### FS 672

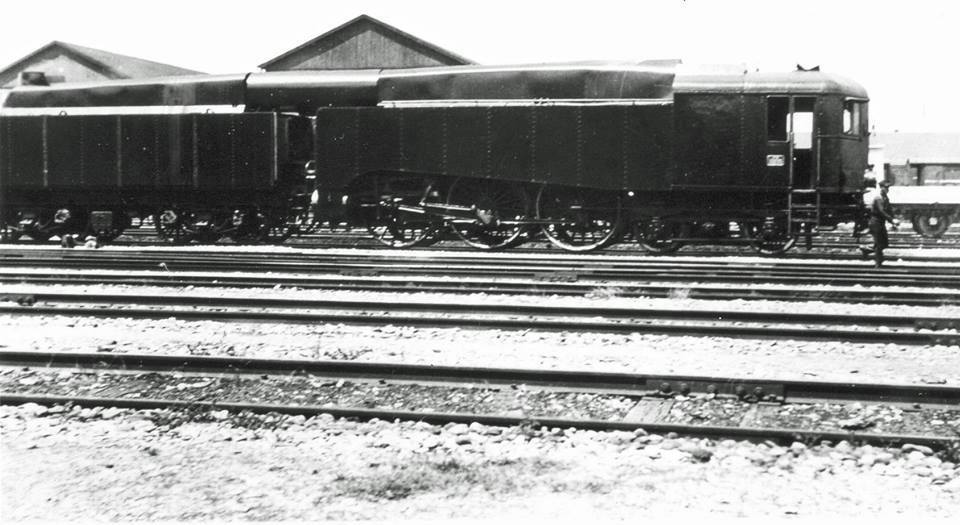
Zur Franco-Crosti-Lokomotive 672.001 umgebaute 670.030

Im Jahre 1936 beauftragte der Ingenieur Franco Crosti die mechanischen Werkstätte Reggiane mit dem Umbau der bereits ausrangierten 670.030 zu einem Erprobungsträger für den von ihm entwickelten Rauchgasvorwärmer. Die Lokomotive wurde neu als 672.001 bezeichnet und gilt als erste Lokomotive Italiens, welche Franco-Crosti-Vorwärmer und Stromlinienverkleidung verwendete. Die Lokomotive konnte die in sie gesteckte Erwartungen nicht erfüllen.

## Technik

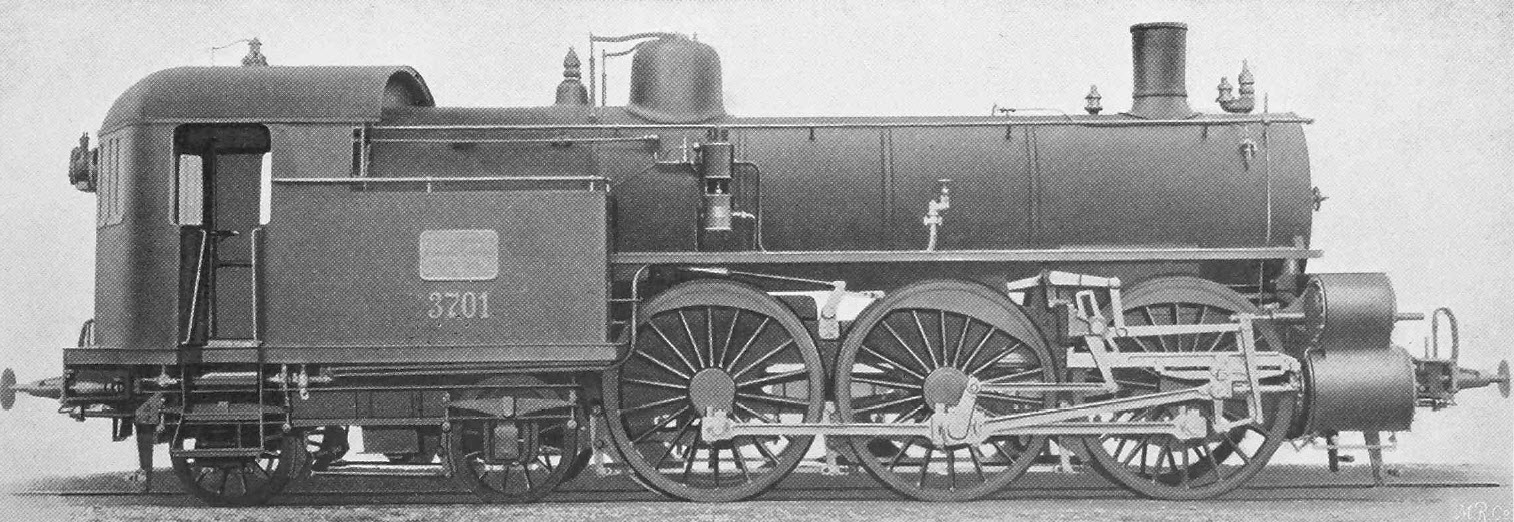
Ader Weltausstellung Paris 1900 ausgestellte Lokomotive Nr. 3701

Die Gesamtanordnung der Lokomotiven war ungewöhnlich. Das Fahrwerk wurde mit drei Kuppelradsätzen und einem vorlaufenden Laufdrehgestell ausgeführt – eine Anordnung, die um die Jahrhundertwende für leistungsfähige Lokomotiven im Schnellzugsdienst gewählt wurde. Anders als bei konventionellen Lokomotiven wurde aber der Kessel mit dem Schornstein nach hinten auf das Fahrwerk gesetzt, sodass die Feuerbüchse über das Drehgestell zu liegen kam und in der Breite nicht durch die Kuppelradsätze eingeschränkt wurde. Die Anordnung des Kessels erforderte auch die Anordnung des Führerstandes am vorderen Ende, der mit einer keilförmigen Stirnwand aerodynamisch leicht optimiert war. Die Kohlenvorräte wurden wie bei Tenderlokomotiven auf der Lok mitgeführt, das Wasser in einem dreiachsigen Tankwagen mit Bremserhaus hinter der Lokomotive, der gleichzeitig den damals zwischen Lokomotive und Zug vorgeschriebenen Schutzwagen darstellte.

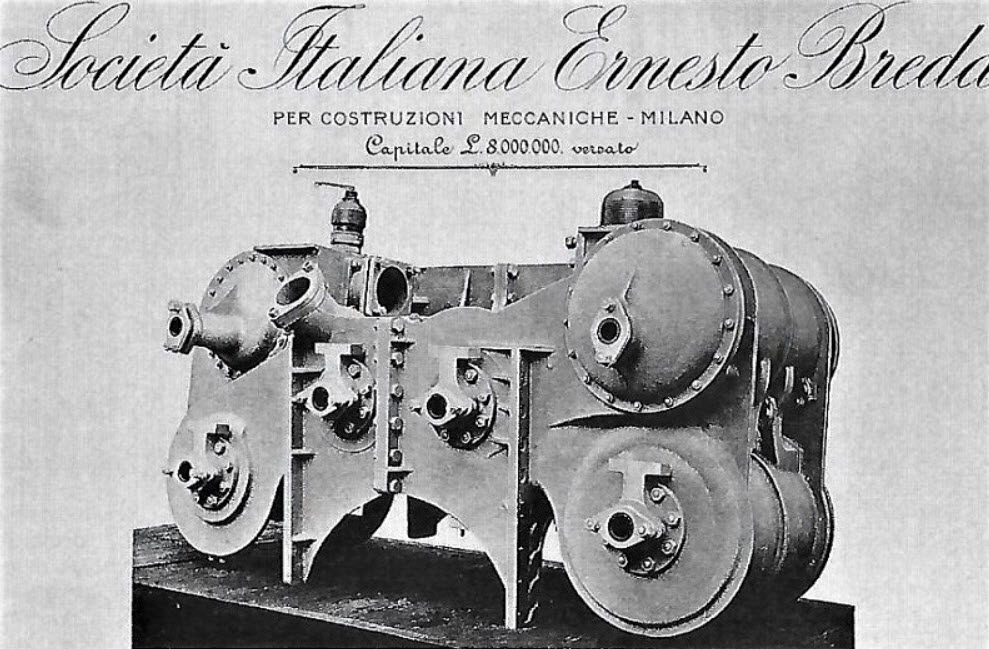
Zylindergussstück Bauart Plancher

Für die Vierzylinder-Verbundlokomotive wurde eine von der damals verbreiteten Bauart de Glehn abweichende Anordnung nach Plancher verwendet, bei der sich in Fahrrichtung betrachtet die beiden Hochdruckzylinder auf der rechten und die beiden Niederdruckzylinder auf der linken Lokomotivseite befanden. Alle Zylinder arbeiteten auf die mittlere Treibachse, deren Kurbelzapfen auf jeder Seite um 180° versetzt waren, sodass die beiden Zylinder einer Druckebene genau gegenläufig arbeiteten und damit von einem gemeinsamen Kolbenschieber mit Heusinger-Steuerung gesteuert werden konnten. Die vier Zylinder benötigten somit zusammen nur zwei Kolbenschieber, dafür ergeben sich für die beiden Lokomotivseiten ungleiche Antriebskräfte, was aber offenbar die Laufruhe der Lokomotive nicht beeinträchtigte.